# Jazz piano

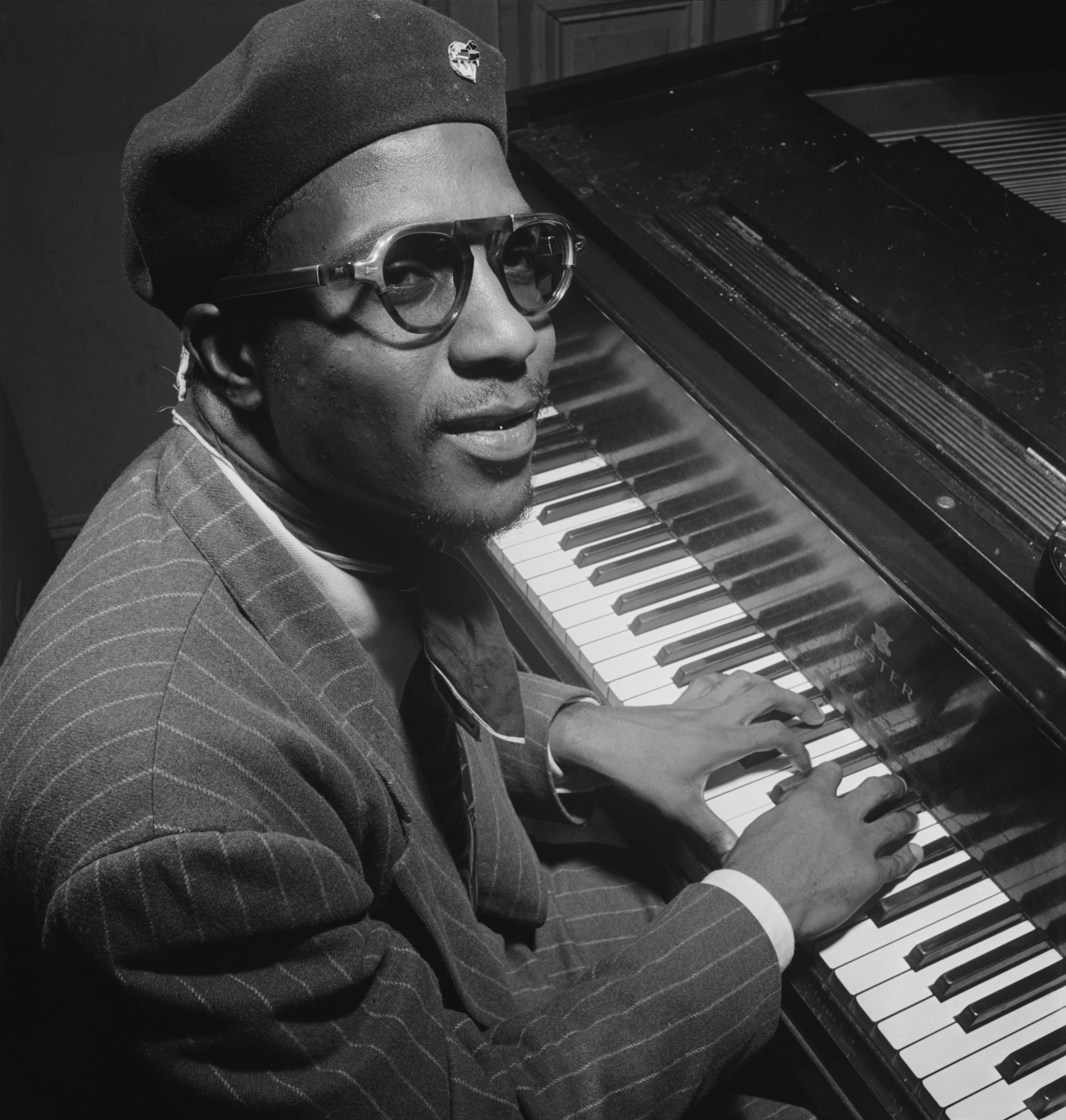
Thelonious Monk nel 1947.

Jazz piano è un termine collettivo per indicare l'insieme delle tecniche utilizzate dai pianisti quando si suona jazz. Per estensione, l'espressione si può riferire anche alle stesse tecniche impiegate su un qualsiasi strumento con tastiera. Il pianoforte è stato una parte fondamentale del jazz fin dalla sua nascita, sia in contesti solistici che nei complessi. Il suo ruolo è uno dei più completi e ricchi tra tutti gli strumenti grazie alla sua capacità e estensione in ambito sia armonico e melodico. Proprio grazie alla linearità con cui è possibile costruire gli accordi su questo strumento, è spesso fondamentale nella comprensione della teoria jazz e nell'arrangiamento per i musicisti ed i compositori di questo stile. Insieme alla chitarra, al vibrafono e ad altri strumenti a tastiera, il pianoforte è uno dei pochi strumenti in una big band (orchestra jazz) che possa suonare verticalmente, secondo accordi, anziché soltanto singole note, orizzontalmente (come nel caso del sassofono o della tromba).

## Tecnica
I voicing degli accordi jazz sono una delle componenti fondamentali nell'apprendimento del jazz piano. Vengono usati gli stessi accordi che si ritrovano nella musica occidentale, come maggiore, minore, aumentato, diminuito, semidiminuito, settima e così via. È molto importante in questa tecnica imparare a suonare con lo swing e saper improvvisare e comporre estemporaneamente, sapendo cosa suonare su ogni accordo.
Il piano è uno strumento che offre tantissime scelte ai solisti. Si può scendere di registro per suonare un riff, come quelli che si trovano nel boogie-woogie, o un contrappunto melodico che emula l'andatura di un contrabbasso. Nello stile noto come stride piano, la mano sinistra alterna rapidamente posizioni suonando note nel registro basso e accordi nel tenore. La mano destra invece è destinata di solito a fraseggi melodici, ma potrebbe anche suonare parti armoniche (secondo accordi o ottave), a volte seguendo il ritmo della mano sinistra usando una tecnica chiamata lock hand, usata spesso da George Shearing.

### Esecuzione solistica
Una delle cose più importanti nel jazz piano è tenere bene il tempo, e conoscere la forma di un motivo così bene che diventa una seconda natura. Ma suonare il jazz piano da solista è più complesso, perché occorre soddisfare tre obiettivi essenziali: chi ci riesce, può meritarsi il complimento rivolto talora a un grandissimo pianista solista, che "sembra di sentire due o più gatti (musicisti) che suonano insieme". Questa è un'impressione che, tuttavia, prende forme diverse a seconda dei vari artisti: ad esempio, nel suono di Dave McKenna è conosciuta come "swing a tre mani". I tre obiettivi sono:
1) Fornire una cadenza chiara, dinamica. Questo si potrebbe fare suonando una battuta con la mano destra subito dopo una battuta più debole con la mano sinistra. Lo scopo di questa tecnica è di imitare un piatto ride, o un walking bass, o entrambi.
Sebbene molti jazzisti lo facciano abitualmente con due mani, questo si può effettuare anche con la sola mano sinistra, imitando la nota più debole prodotta da un bassista poco prima che suoni alcune delle note della linea di basso. Vale a dire, nel basso un pianista può suonare le note principali quasi tutte con il pollice, mentre usa le altre dita per la nota più breve o "affievolita". La linea di basso swing, poi, potrebbe essere considerata semplicemente una serie di semiminime, ma includendo le note intermedie diventa un ritmo punteggiato o di terzina.
Questa esecuzione non è quasi mai scritta in modo esplicito, tuttavia, forse perché le note intermedie non sono costanti in un basso, ma sono note "fantasma". Questo è il caso in cui l'imitazione del piatto ride da parte del pianista solista diventa alquanto ambigua. Per tratteggiare l'interno ritmo, può che darsi che egli debba suonare più note da basso intermedie di quanto farebbe un vero bassista, il che può rendere indistinta la linea di separazione tra la parte che simula il piatto ride ed il basso, alimentando la cascata di swing che caratterizza il jazz piano solista (e pure la chitarra).
Suonare la linea di basso in questo modo rivela che la mano sinistra ha la forma ideale per questo ruolo.
Con ritmi più veloci, le note più deboli potrebbero non essere presenti nella linea del basso, mentre continuano ad essere suonate dal piatto ride del batterista.
2) Dichiarare l'armonia o i "toni guida" dei cambiamenti di accordo.
3) Suonare la melodia o il materiale melodico solistico con la mano destra.
Soddisfare simultaneamente tutte queste esigenze è impegnativo ma possibile, e inoltre ci possono essere brevi intervalli in cui non è necessario farlo completamente (per citare un caso, Art Tatum non suonava lo stride in maniera così costante come avrebbe potuto). Ad esempio, le azioni 2) e 3) spesso si fondono in una sola dove i toni guida (il terzo ed il settimo di ogni cambiamento) sono suonati con la mano destra, in una melodia armonizzata o in una linea di assolo.
Un metodo usato comunemente per risolvere il problema tripartito è di tenere le mani insieme a forma di "forchetta", con le dita più vicine ai pollici che si uniscono ad essi per formare un gruppo centrale, mentre il quarto ed il quinto dito si allungano in fuori a formare rami sui due lati. Molti pianisti jazz suonano mettendo questo forma sulla tastiera, e usando il ramo sinistro per suonare le note di basso, quello mediano per seguire i toni guida ed il ramo destro per le linee superiori.
Se questo metodo non si dimostra praticabile, tuttavia, è anche possibile (e più semplice), elaborare la linea di basso, mentre si eseguono tutte le azioni dei toni guida e melodiche con la sola mano destra. Barry Harris potrebbe preferire questo metodo, perché si dichiara contrario a suonare gli accordi con la mano sinistra, trattandosi di un'abitudine troppo semplificata e preferendo spesso sottolineare i passaggi armonici con la mano destra. Di solito quando si suona da solisti si suoneranno gli accordi o il walking bass con la mano sinistra, improvvisando con la destra.

### Ruolo nel gruppo
Il ruolo del pianoforte nel contesto dell'accompagnamento di un gruppo è gradualmente cambiato, passando dal compito di tenere il tempo eseguendo figure ripetitive con la mano sinistra, ad uno più flessibile dove il pianista è libero di scegliere come interagire con il solista usando frammenti con accordi o melodici sia brevi che sostenuti. Questa forma di accompagnamento è conosciuta come comping.
Il pianoforte è sempre stato una parte fondamentale nel jazz. Proprio all'inizio, i musicisti jazz neri suonavano il ragtime al pianoforte. Quando il genere del jazz cominciò a progredire, il pianoforte fu inserito in quella che è nota come la sezione ritmica del gruppo jazz. Questa sezione include spesso pianoforte, chitarra, basso, batteria e altri strumenti (come il vibrafono). Il comping fu introdotto da popolari pianisti jazz come Duke Ellington, che divenne famoso durante il Rinascimento di Harlem (Harlem Renaissance) al Cotton Club. Si tratta del processo mediante il quale un pianista suona una parte di accompagnamento composta principalmente di accordi, in modo che gli altri strumentisti possano fare gli assoli. Il jazz piano si evolse, non limitandosi più a suonare la melodia principale, ma fornendo un sostegno alla canzone. Tuttavia, ai pianisti jazz si dava anche la possibilità di fare gli assoli. Negli anni quaranta e cinquanta, emersero numerosi grandi pianisti. Personaggi come Thelonious Monk e Bud Powell contribuirono a creare la musica del bebop. Wynton Kelly, Red Garland ed Herbie Hancock furono tre pianisti eccezionali che suonarono con Miles Davis. Tommy Flanagan fu anche coinvolto da John Coltrane nel suo famoso album Giant Steps.

### Circolo delle quinte
Il circolo delle quinte (o ciclo delle quinte) è molto importante nel jazz piano perché fornisce diversità armonica attraverso un movimento armonico in quinte (o quarte). Di solito durante le ultime battute di una melodia jazz o di una sezione melodica, la progressione degli accordi è "III, VI, II, V, I" (o "3, 6, 2 e 5"), che come gradi della scala corrispondono agli ultimi 4 semitoni del circolo che conducono alla nota tonica.
Per un ascoltatore qualsiasi, un'armonia di transizione ben collocata sembra corretta, mentre un pianista esperto la riconosce come un semitono nel circolo delle quinte. Nella musica jazz spesso si inserisce un cambiamento di accordo per ogni battuta. Nell'esempio più semplice, due battute dello accordo tonico sarebbero invece eseguite insieme come "I - V / I". Questo stesso schema avanti e indietro si applica spesso quando nel motivo c'è una pausa o un cambiamento di direzione evidenti. In altri casi il circolo è usato contando parecchi semitoni in avanti, o all'indietro rispetto all'accordo tonico assunto come punto di arrivo, in modo forse simile a un corridore che conta i passi prima di un salto in lungo. Dopo un po' di pratica diventa una seconda natura.
Un altro vantaggio del circolo delle quinte è che amplia la capacità di trasporre una canzone, cosa per la quale non tutti i pianisti hanno uguale talento. Nella "levigatura" o nella variazione di un accordo, spesso intonato in quarte, in scala ascendente, c'è sovente uno schema armonico ripetuto di uno-cinque-uno-cinque (tonica-dominante-tonica-dominante).
Si può usare il circolo delle quinte per rendere armonico un brano, come nel caso di Autumn Leaves o Summertime, brani senza motivi melodici complessi o motivi che hanno poche forme ripetute. Questo non significa riscrivere l'intero brano con gli accordi del circolo delle quinte. Piuttosto, significa inserire periodicamente progressioni di uno-cinque che sono frammenti del circolo delle quinte, dove ciò consente una transizione adeguata, oppure per parecchie battute. In molti standard del jazz, questa tecnica si può applicare in maniera più continua e consente un'eccellente riarmonizzazione. In brani come "Stella By Starlight", il circolo delle quinte risulta utile quando si esegue la maggior parte delle variazioni.